# Isachne kiyalaensis
Isachne kiyalaensis är en gräsart som beskrevs av Robyns. Isachne kiyalaensis ingår i släktet Isachne och familjen gräs. Inga underarter finns listade i Catalogue of Life.